# Les Âmes perdues (film, 2000)
Pour les articles homonymes, voir Âmes perdues (homonymie).
Pour plus de détails, voir Fiche technique et Distribution.
Les Âmes perdues (Lost Souls) est un film américain réalisé par Janusz Kamiński, sorti en 2000.

## Synopsis
Rescapée d'un passé trouble, Maya Larkin, une fervente croyante, enseigne le français sous la responsabilité du père Lareaux. Peter Kelson, qui ne croit plus en rien, est un écrivain de polars controversé qui étudie de grands criminels pour comprendre leurs profils psychologiques. Il est persuadé qu'il n'y a rien de surnaturel dans leur violence ou leurs crimes : pour lui, le mal ne serait que la manifestation d'un désordre mental parfaitement explicable.
Mais lorsque Henry Birdson, un dangereux psychopathe, demande à se faire exorciser par le Père Lareaux, les choses tournent mal. Le rituel ne se déroule pas comme prévu, et ce qui devait être une libération spirituelle vire au cauchemar...

## Fiche technique
- Titre original : Lost Souls
- Titre français : Les Âmes perdues
- Titre québécois : Âmes perdues
- Réalisation : Janusz Kamiński
- Scénario : Pierce Gardner et Betsy Stahl
- Production : Meg Ryan, Nina R. Sadowsky, Christopher Cronyn, Michael De Luca, Pierce Gardner, Donna Langley et Betsy Stahl
- Sociétés de production : Avery Pix, Castle Rock Entertainment et Prufrock Pictures
- Budget : 28 millions de dollars
- Musique : Jan A. P. Kaczmarek
- Photographie : Mauro Fiore
- Montage : Anne Goursaud et Andrew Mondshein
- Décors : Garreth Stover
- Costumes : Jill M. Ohanneson
- Pays d'origine : États-Unis
- Format : Couleurs - 2,35:1 - DTS / Dolby Digital / SDDS - 35 mm
- Genre : Thriller, horreur
- Durée : 97 minutes
- Dates de sortie : 13 octobre 2000 (États-Unis), 10 janvier 2001 (Belgique, France)
- Film interdit aux moins de 12 ans lors de sa sortie en France

## Distribution
Légende : Version Française = VF[réf. nécessaire] et Version Québécoise = VQ
- Winona Ryder (VF : Françoise Cadol ; VQ : Violette Chauveau) : Maya Larkin
- Ben Chaplin (VF : Pierre Tessier ; VQ : François Godin) : Peter Kelson
- Sarah Wynter (VQ : Nathalie Coupal) : Claire Van Owen
- Philip Baker Hall (VF : Marc Cassot ; VQ : Hubert Gagnon) : Père James
- John Hurt (VF : Michel Ruhl ; VQ : Yvon Thiboutot) : Père Lareaux
- W. Earl Brown : William Kelson
- Elias Koteas (VQ : Alain Zouvi) : John Townsend
- Brian Reddy : Père Frank
- John Beasley (VF : Thierry Murzeau ; VQ : Pierre Chagnon) : Mike Smythe
- John Diehl : Henry Birdson
- Alfre Woodard (VF : Louise Boisvert ; VQ : Louise Boisvert) : Dr. Allen
- Anna Gunn : Sally Prescott

## Autour du film
- Le tournage s'est déroulé en 1998 à Los Angeles et New York.
- La chanson Tijuana Lady est interprétée par Gomez.
- Le film était initialement prévu pour sortir en salle aux États-Unis en octobre 1999, mais à la suite d'un excès de films traitant de la fin du monde (La Fin des temps, Stigmata...), la décision fut prise de repousser la sortie. Planifiée ensuite pour le 4 février 2000, elle fut encore repoussée à cause de celle de Scream 3 à ce moment-là qui connut un énorme succès. Elle eut finalement lieu en octobre 2000, en même temps que la sortie en salle d'une version restaurée de L'Exorciste (1973), autre film traitant d'exorcisme.
- Première réalisation de Janusz Kaminski, célèbre directeur de la photographie ayant remporté deux Oscars pour La Liste de Schindler et Il faut sauver le soldat Ryan, ainsi qu'une nomination à l'Oscar pour Amistad, tous trois réalisés par Steven Spielberg.